# Pak Cshanjol
Pak Cshanjol (hangul: 박찬열, RR: Park Chan-yeol; Szöul, 1992. november 27.–) dél-koreai rapper, énekes, dalszerző, szövegíró, táncos és zenei producer, a Exo együttes rappere.

## Diszkográfia
- "Delight"[3]
- "Youngstreet"
- "SSFW" (봄 여름 가을 겨울)

## Filmográfia

### Televíziós sorozatok
- 2008 - High Kick!
- 2012 - To The Beautiful You
- 2013 - Royal Villa
- 2015 - Exo Next Door
- 2017 - Missing 9
- 2018 - Memories of the Alhambra